# 1876年逝世人物列表
1876年逝世人物列表：1月 - 2月 - 3月 - 4月 - 5月 - 6月 - 7月 - 8月 - 9月 - 10月 - 11月 - 12月
下面是1876年逝世的知名人士列表。

## 1月至6月
- 1 月 10 日——戈登·格蘭傑，美國將軍（生於 1822 年)
- 1 月 15 日——伊莉莎·麥卡德爾·約翰遜，美國第一夫人（生於 1810 年)
- 2 月 10 日——雷弗迪·約翰遜，美國政治家（生於 1796 年)
- 2月18日——夏洛特·庫什曼，美國女演員（生於1816年)
- 2月24日——約瑟夫·詹金斯·羅伯茨，兩屆利比里亞總統（生於1809年)
- 3 月 29 日——卡爾·斐迪南德·蘭克，德國教育家（生於 1806 年)
- 4 月 9 日——查理斯·古德伊爾，美國政治家（生於 1804 年)
- 5 月 3 日——路易士·弗朗西斯科·貝尼特斯·德·盧戈和貝尼特斯·德·盧戈（生於 1837 年)
- 5 月 7 日——威廉·布爾·斯普拉格，美國神職人員，作家（生於 1795 年)
- 5 月 8 日——特魯加尼尼，塔斯馬尼亞語=原住民婦女（生於 1812 年)
- 5 月 24 日——亨利·金斯利，英國小說家（生於 1830 年)
- 5 月 26 日——弗朗齊謝克·帕拉茨基，捷克歷史學家、政治家（生於 1798 年)
- 6 月 1 日——赫裡斯托·博捷夫，保加利亞革命者（生於 1848 年)
- 6 月 4 日——阿卜杜拉齊茲，奧斯曼帝國第 32 任蘇丹（生於 1830 年)
- 6 月 6 日——奧古斯特·卡西米爾-佩里埃，法國外交官（生於 1811 年)
- 6 月 7 日——Leuchtenberg 的約瑟芬，瑞典和挪威女王（生於 1807 年)
- 6 月 8 日——喬治·桑，法國作家（生於 1804 年)
- 6月20日——約翰·尼爾，美國作家、評論家和女權活動家（生於1793年）[21]
- 6月21日——安東尼奧·洛佩斯·德·聖安娜，11次墨西哥總統（生於1794年）[22]
- 6 月 25 日——喬治·阿姆斯壯·卡斯特，美國陸軍將軍（在戰鬥中）（生於 1839 年)
- 6 月 27 日——哈裡特·馬蒂諾，英國社會理論家、作家（生於 1802 年)

## 7月至12月
- 7月1日
- 米哈伊爾·巴枯寧，俄國革命者、無政府主義者（生於 1814 年)
- 威廉·馮·拉姆明，奧地利將軍（生於 1815 年)
- 8月2日——狂野的比爾·希科克，美國槍手、藝人（生於1837年)
- 9 月 5 日——曼努埃爾·布蘭科·恩卡拉達，西班牙-智利海軍上將和政治家，智利第一任總統（生於 1790 年)
- 9 月 7 日——尼古拉斯·帕蒂尼奧·索薩，委內瑞拉軍人（生於 1825 年)
- 9 月 10 日——約翰·愛爾蘭·豪，美國發明家（生於 1793 年)
- 9 月 27 日——布拉克斯頓·布拉格，美國南北戰爭將軍（生於 1817 年)
- 10 月 1 日——詹姆斯·利克，美國土地男爵（生於 1796 年)
- 11 月 16 日——卡爾·恩斯特·馮·貝爾，愛沙尼亞-德國科學家、探險家（生於 1792 年)
- 11 月 18 日——納西斯·維爾吉利奧·迪亞斯，法國畫家（生於 1807 年)
- 12月29日——泰特斯·索爾特，英國羊毛製造商、慈善家（生於1803年)
- 12 月 31 日——凱薩琳·拉博雷，法國夢想家，聖人（生於 1806 年)

## 日期不詳
- 安娜·沃爾科娃，俄羅斯化學家（生於 1800 年)